# Осиновец (Ивановская область)
Оси́новец — деревня в Палехском районе Ивановской области. Входит в Майдаковское сельское поселение.

## География
Находится в 14 км к северу от Палеха. Село находится на окраине более крупного села Майдаково.

## История
До 2009 года деревня входила в упразднённое Осиновецкое сельское поселение.

## Население
| 1859 | 1905 | 2010 |
| ---- | ---- | ---- |
| 130  | ↗169 | ↘28  |